# Miguel del Río Martínez

Miguél del Río Martínez  (Santander; 29 de noviembre de 1960) es un periodista, escritor, articulista y profesor de periodismo, comunicación, ética y protocolo español.

## Biografía
Fundador del Club de Prensa Pick (2013) y de la Asociación Cántabra de Protocolo (1988).
En muchas universidades españolas y escuelas de comunicación y de organización de eventos se estudia y se prepara a los alumnos con los libros profesionales y esencialmente prácticos de este periodista y comunicador.
Es autor de una extensa obra en comunicación.
Achaca su afición a la comunicación y a escribir al colegio al que acudió en su infancia, los Salesianos de Santander, donde recibía como castigo a su comportamiento leer y releer “El Quijote” de Cervantes. Muchos años después, con motivo de cumplir 100 años, su colegio le elegiría (entre miles de alumnos) para pronunciar el Pregón de este centenario salesiano.
Se diplomó en Periodismo por la Universidad Autónoma de Barcelona y se licenció en Ciencias de la Información por la Universidad Complutense de Madrid. Está Diplomado como Experto en Estudios Superiores de Protocolo y Ceremonial del Estado e Internacional por la Escuela Diplomática del Ministerio de Asuntos Exteriores de Madrid. Diplomado como Especialista Universitario en Protocolo y Ceremonial del Estado e Internacional por la Universidad de Oviedo.
Empezó a trabajar como periodista en la Agencia Efe de Santander (1985). Siguió como redactor del Diario Alerta (1986/1987), donde trabajó en las secciones de Local y Región. En la primavera de 1987 cubrió los Sucesos de Reinosa, que tuvieron una repercusión nacional e internacional. Durante este mismo periodo fue corresponsal de la Agencia Europa Press.  De 1986 a 1988 trabajó en RTVE en Cantabria como corresponsal, y entre los años 1987 y 1988 fue Redactor-Jefe de Radio Minuto-El País, en la emisora que la Asociación de la Prensa de Cantabria tiene en la Calle Cádiz de Santander.
Trabaja en el Parlamento de Cantabria, donde dirige el departamento de relaciones institucionales.
Vicepresidente de la Asociación de la Prensa de Cantabria (2012). Vocal de esta entidad profesional 2012-2015.

## Obra
Introducción al Protocolo. Estudios prácticos sobre organización de actos públicos. 1998. Manual profesional.
Gabinetes de Prensa. La Comunicación en las Instituciones y en las Empresas. 1ª Edición 2001. 2ª Edición 2007.
Protocolo. Manual práctico para conocer las normas de protocolo de uso diario”. 1ª Edición 2005. 2ª Edición 2007.
Manual de protocolo de los Colegios Médicos de España. 1ª Edición 2009.
Manual de protocolo Colegios Profesionales.1ª Edición 2009.
Manual para Comunicar Bien. ¿Vas a publicar lo que te he enviado?”. 1ª Edición 2008. 2ª Edición 2009.
Abecedario gráfico de comunicación y organización de eventos. Protocolo a la Vista”. (1ª Edición 2011). Con el patrocinio de la Universidad de Cantabria (UC).
Comunicación De Libro. Guía del estudiante de periodismo. 1ª Edición 2016.

## Trayectoria
- Articulista El Diario Montañés (Grupo Vocento), donde colaboró durante quince años.
- Durante 12 años fue comentarista de opinión diario en Cope Cantabria.
- Ocho años como comentarista de opinión diario en Punto Radio Cantabria.
- Columnista del periódico digital El Diario Cantabria.
- Columnista del Periódico Nuestro Cantábrico.
- Columnista del Digital www.populartvcantabria.es  con la columna “Oído Cocina“.
- Articulista de la Revista Vivir en Cantabria.
- Tertuliano Cadena SER, “La Ventana de Cantabria”.
- Tertuliano en Onda Cantabria, “El Segundo Café”.
- Medalla al Reconocimiento Social de la Asociación Cultural Santiago.
- Medalla de la Asociación de Policías Locales de Cantabria.
- Medalla de la Asociación de Suboficiales de la Guardia Civil.
- Fue Vocal y uno de los fundadores de la ONG Cantabria por Bosnia, en la idea de que nunca más vuelva a ocurrir algo así.